# Peru, Illinois
Peru är en stad (city) i LaSalle County, i delstaten Illinois, USA. Enligt United States Census Bureau har staden en folkmängd på 10 257 invånare (2011) och en landarea på 23,2 km².

## Kända personer från Peru
- Zez Confrey, musiker
- J.A. Happ, basebollspelare